# Edy Gratton
Edy Giorgio Gratton (Cervignano del Friuli, 25 luglio 1924 – Seregno, 20 gennaio 2008) è stato un calciatore e allenatore di calcio italiano, di ruolo difensore.

## Carriera

### Calciatore
Terzino (difensore di carattere, come lo ha definito la critica) ambidestro, ha debuttato in Serie A all'età di 17 anni, dopo due campionati in Serie C  nel CRDA Monfalcone, paese dove era cresciuto.
Prima del debutto in Serie A si dedica anche all'attività di giocatore di basket con buoni risultati.
In carriera ha disputato 11 campionati di Serie A (9 a girone unico più l'anomalo Campionato 1945-1946 e il Campionato Alta Italia del 1943-44) con le maglie di Triestina, Milan e Sampdoria, totalizzando complessivamente 275 presenze e 5 reti in Serie A
Ha inoltre disputato tre campionati di Serie B con il Messina, totalizzando 60 presenze.

### Allenatore
A fine carriera si è stabilito a Seregno, dove ha intrapreso per alcuni anni l'attività di allenatore dilettante nelle serie minori lombarde, ottenendo il premio Seminatore d'oro con la Vimercatese nel 1964 e portando in Serie D la Caratese.
In seguito si è dedicato al settore giovanile, principalmente nella Caratese.
È morto a Seregno nel gennaio del 2008 all'età di 83 anni.